# Щитка
Щитка (Шитка) — река в Петушинском районе Владимирской области России длиною в 8 км. Левый приток реки Клязьмы. Вытекает из Чёрного озера, проходит через центр города Покрова и западнее деревень Емельянцево и Марочково, пересекает железную дорогу в районе Старого Перепечина и, соответственно, станции «Покров», а затем впадает в р. Клязьму. Ранее являлась правым притоком Вольги.

## Экологические проблемы
Прежние очистные сооружения на Шитке перестали справляться с объёмом поступающих в неё нечистот в конце 1980-х гг. Тогда же началось строительство новых возле Марочкова, которые к 1990 г. были готовы на 9 %. В 1995 году недостроенный объект законсервировали. В 1996 году Владимирский областной комитет охраны окружающей среды и природных ресурсов приостановил выдачу технических условий на проектирование и строительство в Покрове объектов, нуждающихся в водоотведении. В 2000 году обосновавшаяся в городе компания «Штольверк» выделила для завершения работ 6,5 млн руб., которые, согласно проверке, проведённой в 2009 году контрольно-счетной палатой МО города Покрова, были использованы не по назначению. Весной 2011 г. Государственная инспекция по охране, контролю и регулированию использования объектов животного мира и среды их обитания администрации Владимирской области проверила МУП ЖКУ г. Покрова и установила, что сточные воды очищаются недостаточно и поступают в реку необработанными.